# Cristanaria
Cristanaria is een geslacht van uitgestorven kreeftachtigen uit de klasse van de Ostracoda (mosselkreeftjes).

## Soort
- Cristanaria cristata (Blumenstengel, 1965) Blumenstengel, 1979 †